# Lago Enriquillo
Der Enriquillo-See (spanisch Lago Enriquillo) ist ein 375 km² großer Salzsee im Westen der Dominikanischen Republik nahe der Grenze zu Haiti im Parque Nacional Isla Cabritos. Er ist der größte See der Antillen. Benannt ist er nach Enriquillo, einem Häuptling der Taíno. Im See liegt die 25 km² große Insel Cabritos, die letzte Zuflucht der Taíno.
Bei dem See handelt es sich um einen ehemaligen Meeresarm zwischen den Gebirgsketten Sierra de Neiba und Sierra Baoruco, der heute 40 Meter unter dem Meeresspiegel liegt. Er ist damit der niedrigste Punkt der Karibik. Durch seine Entstehung sind an den Ufern noch Reste von Steinkorallen zu finden.
An den Ufern des Sees und auf Cabritos leben Nashornleguane, Spitzkrokodile und Flamingos.